# ملکه طلاق
ملکه طلاق (انگلیسی: Queen of Divorce؛ کره‌ای: 끝내주는 해결사) یک مجموعه تلویزیونی محصول کره جنوبی سال ۲۰۲۴ به نویسندگی جونگ هی سون، به کارگردانی پارک جین سوک و با بازی لی جی آه و کانگ کی یونگ است. این مجموعه از ۳۱ ژانویه تا ۷ مارس ۲۰۲۴، روزهای چهارشنبه و پنجشنبه ساعت ۲۰:۵۰ (کی‌اس‌تی) از جی‌تی‌بی‌سی برای ۱۲ قسمت پخش شد.

## بازیگران

### اصلی
- لی جی آه در نقش کیم سا را[۶]
- کانگ کی یونگ در نقش دونگ کی جون[۶]
- اوه مین سوک در نقش نو یول سونگ[۷]

### مکمل
- کیم سون یونگ در نقش سون جانگ می[۸]
- لی ته گو در نقش کوان ده گی[۹]
- سو هه وون در نقش کانگ بوم[۱۰]
- کیم شی هیون در نقش جانگ هی جین